# Чорна Тетяна Михайлівна
Тетяна Михайлівна Чорна (нар. 25 лютого 1981, Чернігів, УРСР) — українська футболістка, півзахисниця. Президент жіночого футбольного клубу ЦСКА (Москва).

## Клубна кар'єра
Вихованка школи чернігівської «Легенди», у футболці якого в 1995 році розпочала футбольну кар'єру. У 2001 році виїхала до Росії, де виступала в клубах «Лада» (Тольятті), «Надія» (Ногінськ) та «Зірка-2005» (Перм). У 2002 році виступала в українському клубі «Металург» (Донецьк). У 2009 році перейшла до «Росіянки», у футболці якої виступала до 2016 року. У 2011 році була визнана найкращою футболісткою України. По завершенні сезону 2016 року завершила кар'єру гравчині.

## Кар'єра в збірній
Викликалася до юнацької збірної України U-19.
17 грудня 1998 року дебютувала у футболці збірної України в матчі проти Сполучених Штатів Америки. Учасниця жіночого чемпіонату Європи 2009.

## Особисте життя
Тетяна проживає в підмосковних Хімках (в Чернігові у неї проживають мати та брат). Одружена з футболістом Максимом Зінов'євим. З інших видів спорту віддає перевагу фігурному катанню. Володіє англійською мовою.
Домашня тварина: йоркширський тер'єр на прізвисько Леон. Автомобіль: Volkswagen Passat. Улюблене число — 3, тому Тетяна часто грає під номером 3 або 33 (під номером 3 вона була заявлена на чемпіонат Європи 2009 року).

## Досягнення

### Командні
«Легенда» (Чернігів)
- Чемпіонат України
  -  Чемпіон (1): 2000

«Лада» (Тольятті)
- Чемпіонат Росії
  -  Чемпіон (1): 2004

- Кубок Росії
  -  Володар (1): 2005

- Italy Women's Cup
  -  Володар (1): 2005

«Надія» (Ногінськ)
- Кубок Росії
  -  Володар (1): 2006

«Зірка-2005» (Перм)
- Чемпіонат Росії
  -  Чемпіон (1): 2007

- Кубок Росії
  -  Володар (1): 2008

«Росіянка» (Красноармійськ)
- Чемпіонат Росії
  -  Чемпіон (1): 2010

- Кубок Росії
  -  Володар (2): 2009, 2010

### Індивідуальні
- Найкраща футболістка України: 2011